# 红星奖章
红星奖章，是中华苏维埃共和国中央革命军事委员会授予军人的一种奖章。由中华苏维埃中央革命军事委员会决定和授予，自1933年起启用，1934年停授。授予的对象是中国工农红军的军人和文职人员。
红星奖章分为三个等级，即一等红星奖章、二等红星奖章和三等红星奖章。是中国共产党军队历史上颁发最早的全军性质奖章。

## 历史
1933年7月，中华苏维埃共和国中央革命军事委员会决定以每年8月1日为建军节并进行庆祝活动。7月9日，中华苏维埃中央革命军事委员会决定于第一个八一建军节进行授勋活动，向中国工农红军有功人员颁发红星奖章。名义上，红星奖章的颁发应该面向全体红军指战员，但由于各根据地之间交流不便，红星奖章的授予工作只在中央红军、中央红军所属地方红军部队内进行。
1933年8月1日，进行了第一次颁发，共颁发一等红星奖章给8人，二等红星奖章给34人，三等红星奖章给53人。
1934年8月1日，中革军委发布由主席朱德、副主席周恩来和王稼祥联名签发的《司字第卅九号命令——为在与敌五次战役中有特殊战绩的指战员颁发红星奖章》。这份命令详细列明了获奖者所在部队、职务、姓名、授奖是由概略和授奖等级。这次未颁发一等红星奖章。第二次颁发共颁发二等红星奖章给7人，三等红星奖章给人67人。此后，由于红军第五次反围剿的失败并进行长征，红星奖章的颁发中断。
1989年10月5日，中华人民共和国民政部、中国人民解放军总政治部发布《民政部、总政治部关于荣获红星奖章的牺牲、病故军人增发抚恤金的通知》指出，1933年、1934年“八一”建军节，中央革命军事委员会曾先后两次颁发过一、二、三等红星奖章，“这是红军时期军队颁发的最高等级的奖励”。为了优待当年这些红星奖章获得者，经研究确定，荣获一、二、三等红星奖章者可享受现在中央军事委员会授予荣誉称号的待遇。如上述人员仍系现役军人（含保留军籍的军队离休干部），凡《军人抚恤优待条例》公布实施后牺牲病故的，按照规定增发应领一次性抚恤金的35%。

## 授予

### 资格
红星奖章分为一等、二等、三等共三个级别：
- 一等发给“领导全部或一部革命战争之进展而有特殊功绩的”人员。
- 二等发给“在某一战役当中曾经转变战局而获得伟大胜利的”人员。
- 三等发给“经常表现英勇坚决的”人员。

### 名单
由于红星奖章颁发年代久远，又处于战争时期，至今为止没有一份官方的红星奖章全部获奖者名单，仅有部分获奖者名单。

#### 一等红星奖章

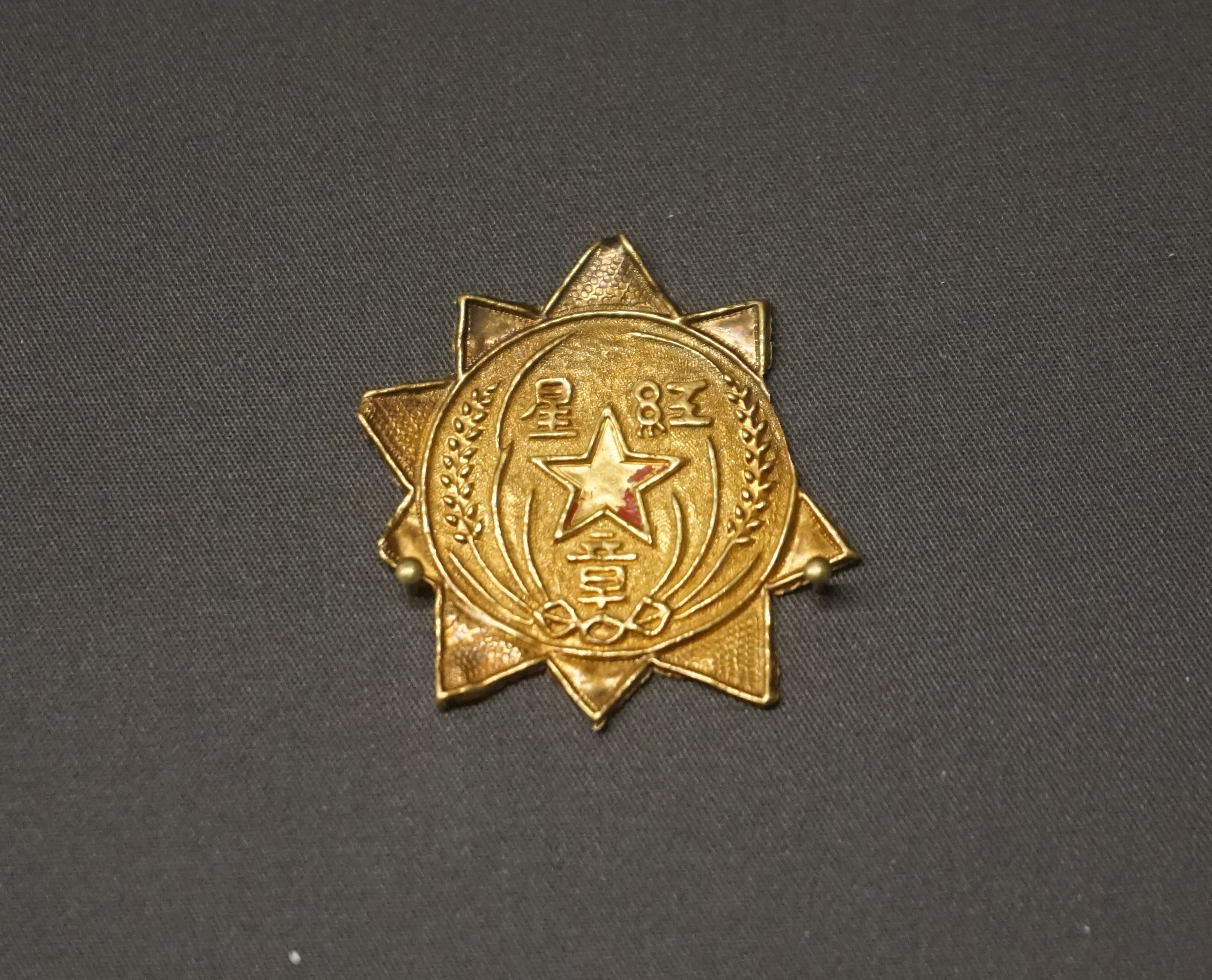
1933年8月1日中央革命军事委员会颁发的一等红星奖章

1933年中革军委发布关于《关于制定、颁发红星奖章的命令》决定向南昌起义负责者和军中有特殊功勋的指战员颁发一等红星奖章。8月1日首次颁发。
- 1933年：周恩来、朱德、林彪、彭德怀、项英等
- 1934年：无

《徐向前传》明确记载，1935年，红军一、四方面军会师后，为徐向前、陈昌浩颁发一等红星奖章。但中国人民革命军事博物馆研究员表示并无此事。也有人说何畏也获得过。

#### 二等红星奖章
- 1933年：陈毅、张云逸、罗瑞卿、萧克、何长工、罗炳辉、陈伯钧、李达、李聚奎、毕占云、滕代远、彭绍辉、王诤、孔荷宠、曾希圣、聂荣臻、王耀南、邱创成、毛泽覃、周子昆、彭雪枫、李青云、袁血卒、李赐凡、朱良才、袁国平等。
- 1934年：陈毅（第二次）、寻淮洲、乐少华、洪超、王耀南 符竹庭、易荡平、王永瑞（即王蕴瑞）、夏忠兴等

有观点指出，陈光曾获得二等红星奖章，具体信息不详。不能完全确定的有：肖克、王如痴、王稼祥、刘伯承、徐彦刚、周昆、刘海云、吴高群、张纯卿、彭超、旷朱权

#### 三等红星奖章

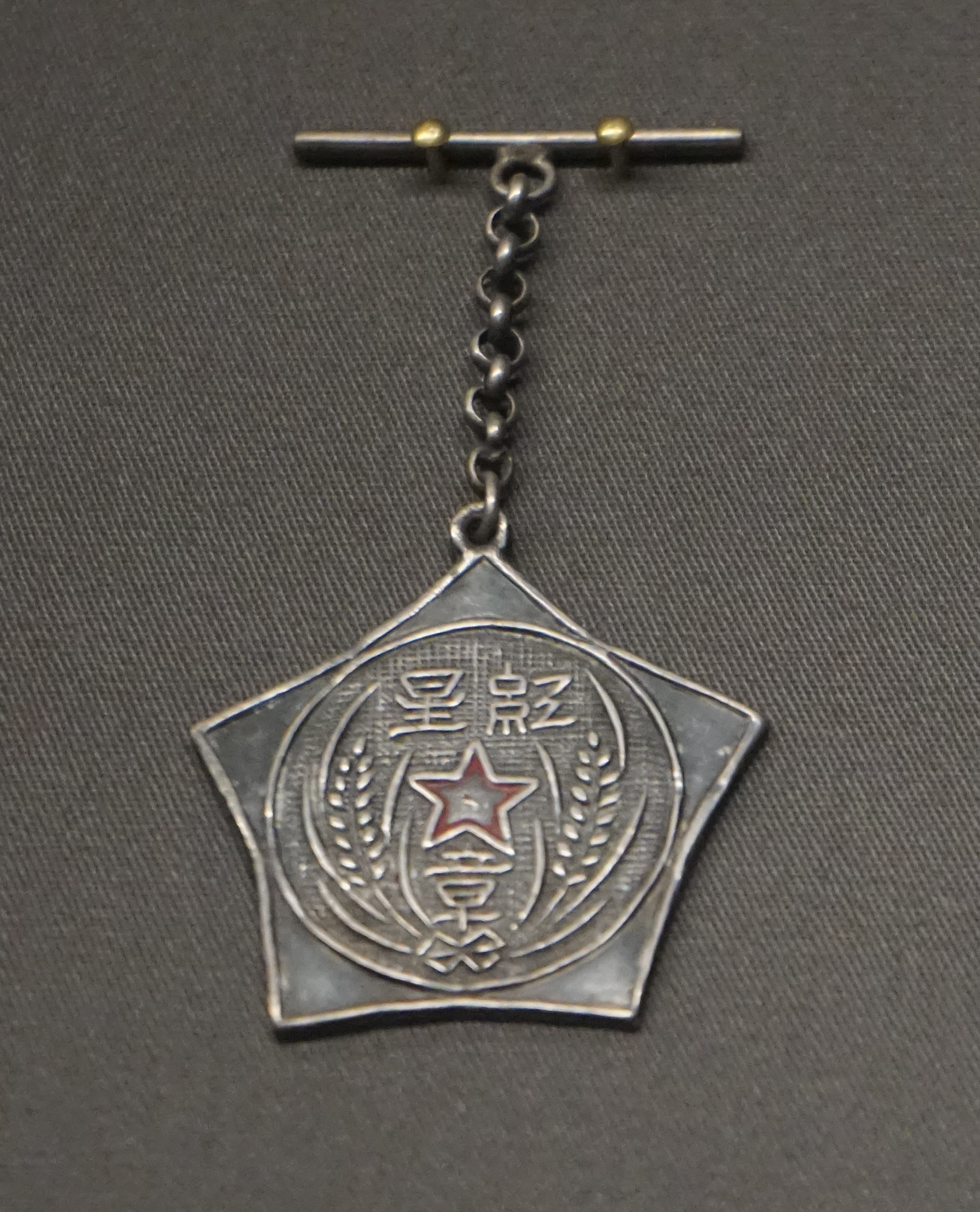
1933年8月1日中革军委颁给杨得志的三等红星奖章

- 1933年：程子华、王震（红军总部侦听科长）、李天佑、杨得志、杨勇、苏振华、曹祥仁、邹毕兆等。刘振亚、梁兴初、马金福、胡九春、钟元洪、谢远嵩（大多误为“松”）、宋裕和。
- 1934年：王松青、黄珍、龙德生、许洪飞、李祉清、李宝生、李雄辉、吴占昌、吴德胜、张寿春、张德见、莫坤、唐秋光、彭明生、谢发生、谢朝章、罗荣桓等
- 1935年1月，中央红军强渡乌江天险后，中革军委向战斗英雄毛振华连长颁发了红星奖章，推测应为三等。
- 埃德加·斯诺在《西行漫记》中记载长征时：“安顺场和泸定桥的英雄们，因为他们惊人的勇敢，都得了红星奖章，这是中国红军最高级的奖章。”

有观点指出，黄永胜曾获得三等红星奖章，具体信息不详。